# Depfa Bank
DEPFA Bank plc — приватний ірландсько-німецький банк, дочірня компанія групи Hypo Real Estate Holding. Штаб-квартира банку знаходиться в Дубліні, Ірландія.

## Історія
Спочатку заснований в 1922 в Пруссії під егідою прусського уряду, і призначався для фінансування проектів в галузі житлового будівництва.
У 1950-х став корпорацією у федеральній власності та змінив спеціалізацію на надання широкого спектра іпотечних кредитів.
У 1970-х, у зв'язку з втратою пільгового податкового статусу, DEPFA Bank почав займатися комерційним кредитуванням, ставши найбільшим в Німеччині страховиком публічно забезпечених облігацій.
У 1990 приватизований, в 1991 його акції отримали лістинг на Франкфуртській фондовій біржі.